# 39-я дивизия морских десантных сил
39-я дивизии морских десантных сил, в/ч 40152 — тактическое соединение морских десантных сил Черноморского флота ВМФ СССР, сформированное в 1983 году и базировавшееся на Крымскую военно-морскую базу в Донузлаве.

## Формирование и задачи соединения
В соответствии указаниями Директивы Командующего ЧФ № 52/00140 от 14 февраля 1983 года начато формирование на озере Донузлав управления 39-й дивизии морских десантных сил, войсковая часть 40152 по штату 59/204-01 на основе 197-й бригады десантных кораблей. На момент формирования в состав дивизии входило 27 вымпелов. В ВМФ СССР было создано новое соединение которому предстояло решать важные задачи на Южном стратегическом фланге. Дивизия морских десантных сил предназначалась для перевозки морем, высадки на необорудованное побережье личного состава и боевой техники морского десанта. В отдельных случаях она могла привлекаться для перевозки морем войск, военных и экономических грузов, а также для постановки минных заграждений и решения других задач. Дивизия морских десантных сил составляла основу группировки разнородных сил высадки.

## Состав
На момент формирования в 1983 году;
- 197-я бригада десантных кораблей[2]:
- управление бригады в/ч 72136 по штату 59/109-А с переводом на штат 59/109В;

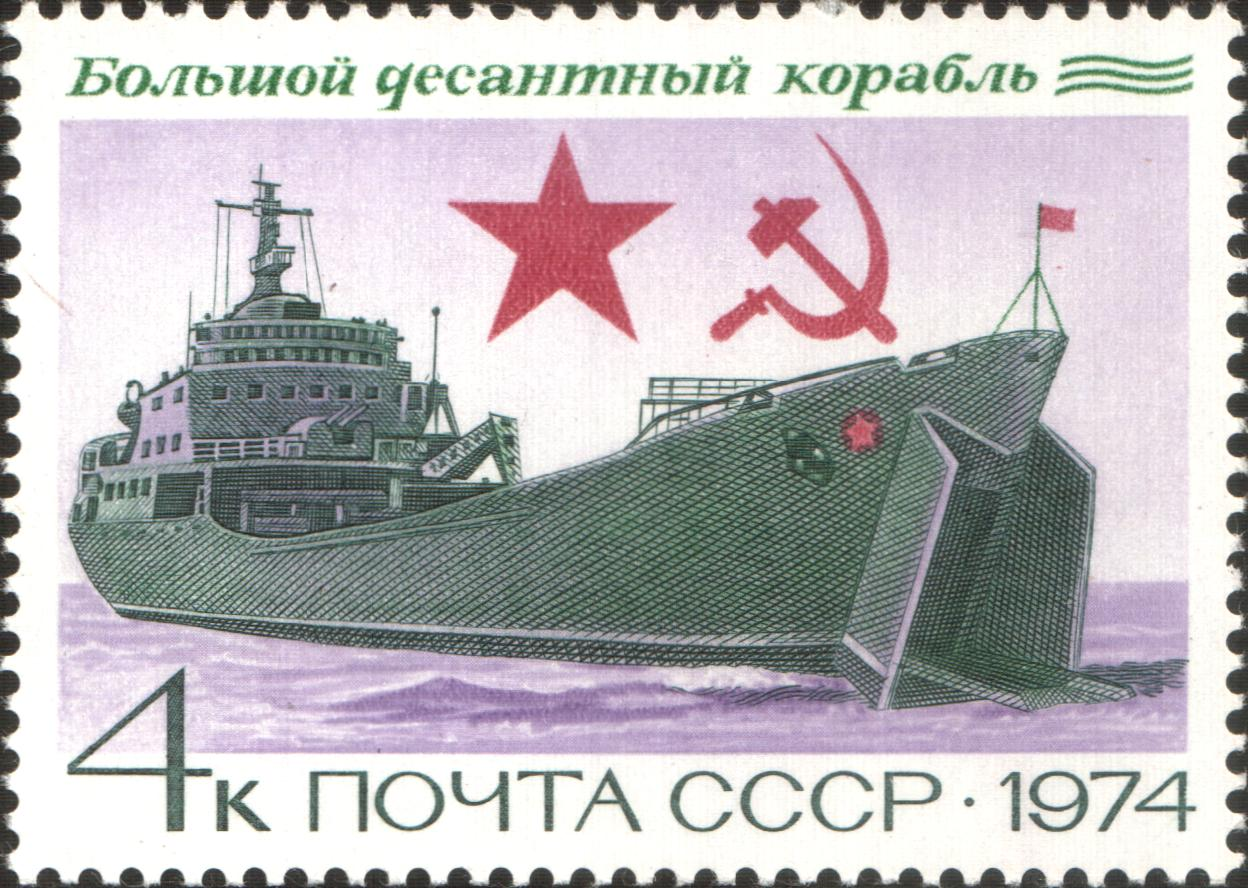
Марка СССР с изображением БДК проекта 1171

- Марка СССР с изображением БДК проекта 11714-й дивизион больших десантных кораблей:
  - управление дивизиона — в/ч 51290 по штату 53/19-Б;
    - БДК «Николай Фильченков» — в/ч 78390;
    - БДК-104 — в/ч 36002 по штату 61/396-Г;
    - БДК «Воронежский Комсомолец» — в/ч 10506,
    - БДК «Крымский Комсомолец» — в/ч 10724;
    - БДК-69 — в/ч 81341 по штату 61/396-В;
- 156-й дивизион десантных кораблей на воздушной подушке:
  - управление дивизиона в/ч 31323 по штату 59/405-В;
  - малые десантные корабли на воздушной подушке проекта 12321 «Джейран»  по штату 61/434-Б
    - «МДК-9»,
    - «МДК-16»,
    - «МДК-88»[3],
    - «МДК-162»,
    - «МДК-184»;

  - десантные катера на воздушной подушке проекта 1206 «Кальмар» «Д-235», «Д-279», «Д-438», «Д-756» по штату 61/456-В;
  - артиллерийский катер на воздушной подушке проекта 1238 «АК-16» по штату 61/6-01;
  - экипаж строящегося морского корабля-экраноплана проекта 904 «МДЭ-160» по штату 61/394[4];
  - 555-я группа технического обслуживания кораблей и катеров на воздушной подушке по штату 73/511-В;

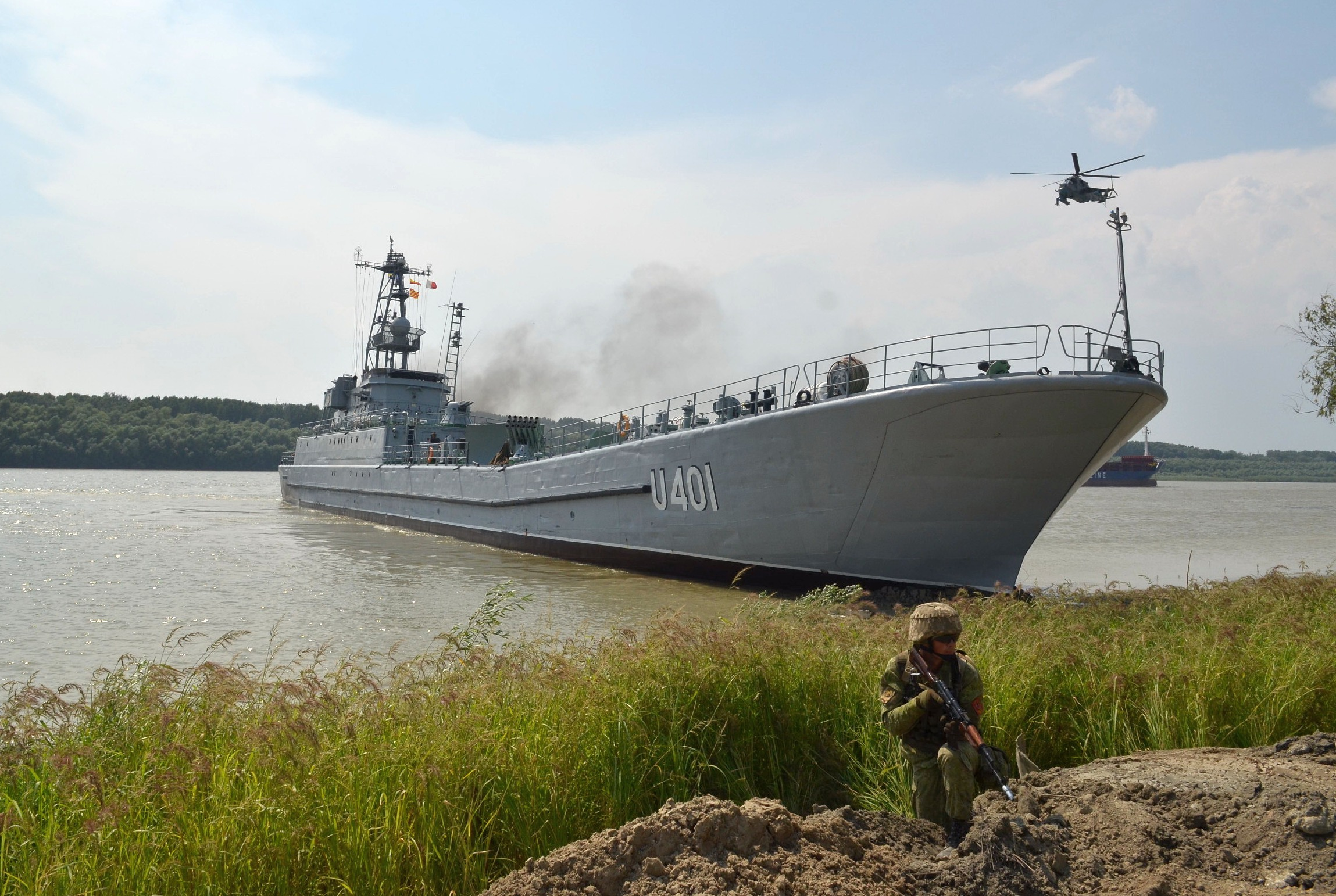
СДК-137 147-го дивизиона СДК, позднее «Кировоград», ныне «Юрий Олефиренко» ВМС Украины

- СДК-137 147-го дивизиона СДК, позднее «Кировоград», ныне «Юрий Олефиренко» ВМС Украины147-й дивизион средних десантных кораблей в составе:
  - управление дивизиона в/ч 90071 по штату 59/405-В;
  - средний десантный корабль проекта 770д «СДК-4» в/ч 26943 по штату 61/451-Д;
  - средний десантный корабль проекта 771 «СДК-102» в/ч 70052 по штату 61/399-Д;
  - средние десантные корабли проекта 773 по штату 61/395
    - «СДК-82» в/ч 31038,
    - «СДК-83» в/ч 40090[5],
    - «СДК-137» в/ч 49327,
    - «СДК-154» в/ч 81394,
    - «СДК-164» в/ч 53119;

  - 140-е учебные кабинеты по штату 73/205-М.
- 65-й дивизион эсминцев в составе:
  - управление дивизиона в/ч 22843 по штату 59/610-Б;
  - эсминец проекта 30 бис «Беспощадный» в/ч 63942,

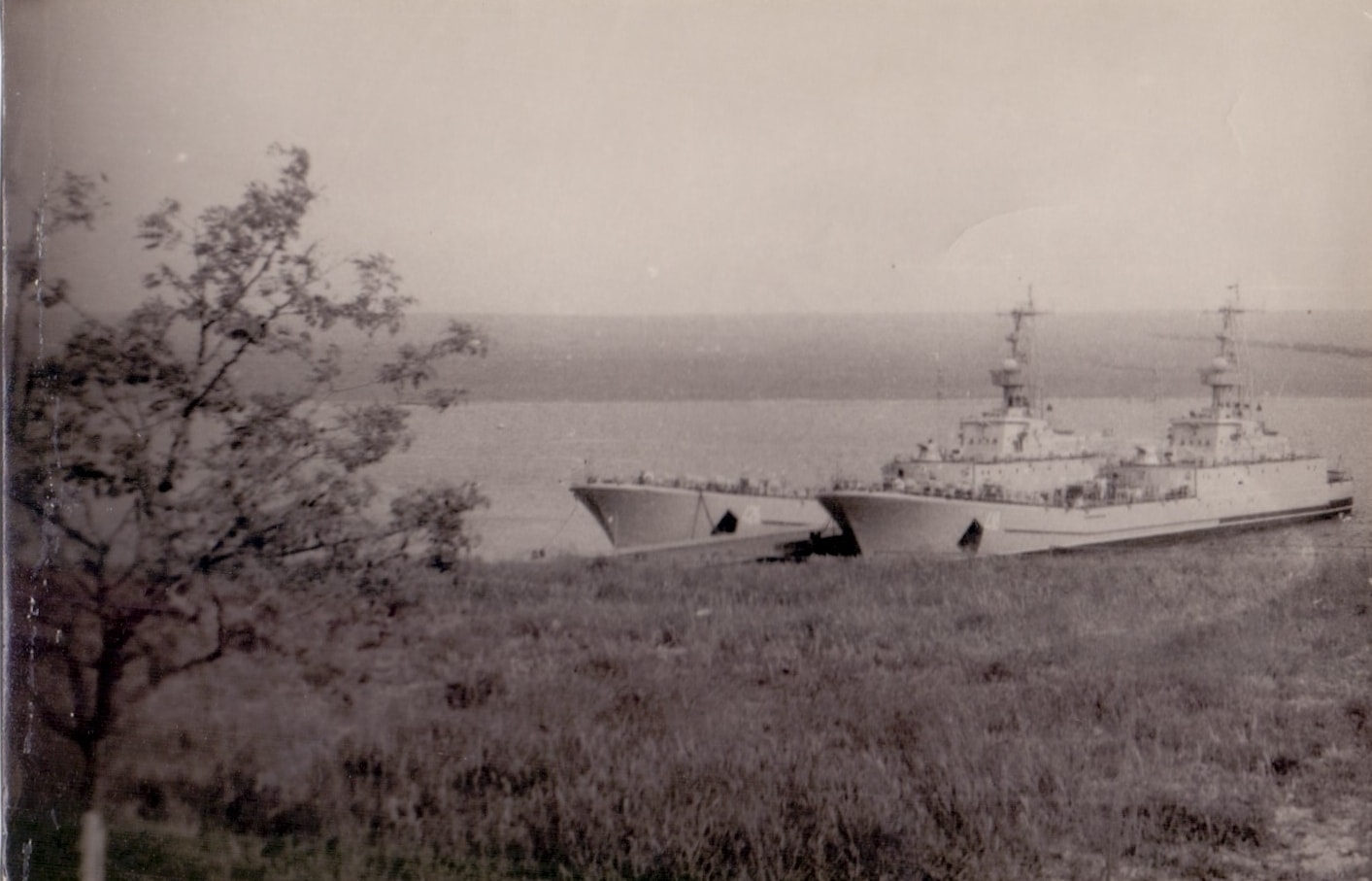
БДК проекта 775 в Новоозёрном

  - эсминец проекта 30 бис «Солидный» в/ч 63941 по штату 61/4-А;
  - эсминец проекта 30 бис «Безотказный» в/ч 70025,
  - эсминец проекта 30 бис «Буйный» в/ч 62663,БДК проекта 775 в Новоозёрном
  - эсминец проекта 30 бис «Совершенный» в/ч 40625 по штату 61/4-Б,
- 4258-я береговая база дивизии надводных кораблей в/ч 30843 по штату 73/503-Е
  - учебно-тренировочное судно проекта 411б — «УТС-293» по штату 68/672;
  - учебно-тренировочное судно проекта 254 — «УТС-433» по штату 68/671-В;
  - рейдовые разъездные катера «РК-536» проекта Р-376-У, «РК-767» проекта 371Б;
  - плавучие причалы проекта ПМ-61, ППР-183, ППР-184, ППР-185, ППР-316, ППР-354.

Позднее в 1985-1990 годах в состав дивизии вошли новейшие БДК проекта 775: БДК-46, БДК-56, БДК-64, БДК-67 (все проект 775/III), БДК-54 (проект 775/III). В это же время поэтапно были выведены из состава флота артиллерийские эсминцы проекта 30 бис из 65-го дивизиона эсминцев.
В 1988-1991 года в состав дивизии стали поступать малые десантные корабли на воздушной подушке проекта 12322 «Зубр» : МДК-57, МДК-93, МДК-123. Два поздних МДК МДК-100 и «Донецьк» (U420) вошли уже в ВМС Украины. 

## Служба
1 июня 1983 года на основе 197-й бригады десантных кораблей приказам Командующего ЧФ № 0319 от 01.07.83 года сформировано на озере Донузлав управление 39-й дивизии морских десантных сил в/ч 40152, с включением в состав дивизии 197-й брдк, 65-го дивизиона эскадренных миноносцев, 4258-й береговой базы дивизии надводных кораблей. Постоянный пункт дислокации озеро Донузлав и 5-я площадка для кораблей на воздушной подушке на мысе Бурнук, 6-10 причалы.
В августе 1983 года корабли 39 диМДС участвовали в учении «Юг-83». Свой первый сбор-поход после сформирования дивизия совершила под руководством командующего ЧФ адмирала Ховрина Н. И. Впервые в истории десантных сил проведено ЗТУ 197 брдк бригады по высадке морского тактического десанта при сильном противодействии противника и ведении боевых действий в ночных условиях и высадкой десантно-штурмовых групп с кораблей на воздушной подушке в глубь обороны противника.
При разделе Черноморского флота в 1992—1993 годах дивизия была расформирована. Десантные корабли дивизии доставшиеся России в составе 197-й бригады десантных кораблей перешли из Донузлава, который стал Южной военно-морской базой Украины в Севастополь и вошли в состав 30-й дивизии надводных кораблей Черноморского флота РФ. Корабли, доставшиеся Украине, вошли в состав 5-й бригады надводных кораблей. Украине также отошла 4258-я береговая база.
Три корабля на воздушной подушке проекта 12321 из состава расформированной дивизии были передислоцированы на Каспийское море в состав сил постоянной готовности Каспийской флотилии.

## Командиры
- капитан 1-го ранга Верич, Геннадий Спиридонович
- капитан 1-го ранга, с 24.10.1991 контр-адмирал Михальченко, Николай Григорьевич (август 1989 - май 1994).